# Бэтмен (фильм, 1989)
«Бэ́тмен» (англ. Batman) — супергеройский фильм режиссёра Тима Бёртона, основанный на комиксах о Бэтмене — известном персонаже DC Comics. Фильм имеет характерную для Бёртона «готическую» визуальную стилистику и мрачноватую атмосферу. Главную роль исполнил Майкл Китон, также в фильме приняли участие Джек Николсон, Ким Бейсингер, Роберт Вул и Джек Пэланс. В фильме Бэтмен противостоит злодею, который известен под псевдонимом Джокер. Данный фильм послужил первой частью целой серии фильмов о Бэтмене от компании Warner Bros.
После того, как Бёртон был назначен режиссёром, сначала Стивен Энглхарт и Джули Хиксон сделали заготовки сюжета, затем Сэм Хэмм приступил к написанию сценария, но съёмки ещё не начались. Фильму был дан «зелёный свет» только после успеха другого фильма Тима Бёртона — «Битлджус», который вышел в 1988 году. На роль Бэтмена рассматривались многие известные актёры. Николсон согласился на роль Джокера лишь после того, как ему пообещали высокий гонорар плюс долю дохода от сборов и удобный график съёмок.
Съёмки фильма проходили в Pinewood Studios в период с октября 1988 по январь 1989 года. Изначальный бюджет в 30 миллионов долларов был значительно превышен и составил 48 миллионов долларов. Из-за забастовки сценаристов в 1988 году Хэмм был вынужден покинуть проект. Заканчивали сценарий Уоррен Скаарен, Чарльз Маккаун и Джонатан Гемс, хотя их имена не были указаны в титрах. «Бэтмен» был финансово успешен, заработав в общей сложности более 400 миллионов долларов. Фильм заработал несколько номинаций на премию «Сатурн», был номинирован на «Золотой глобус», а также выиграл премию «Оскар». Огромный успех фильма в 1992 году вдохновил создателей мультсериала «Бэтмен», который был награждён премией «Эмми». Фильм оказал немалое влияние на весь Голливуд, способствуя развитию такого жанра, как фильмы о супергероях.
У фильма есть три продолжения: «Бэтмен возвращается» 1992 года (с участием Бёртона и Китона), «Бэтмен навсегда» 1995 года (режиссёр — Джоэл Шумахер, в главной роли Вэл Килмер) и «Бэтмен и Робин» 1997 года (режиссёр — Шумахер, в образе Бэтмена Джордж Клуни). Китон вновь сыграл Бэтмена в фильме «Расширенной вселенной DC» «Флэш» 2023 года.

## Сюжет
В канун 200-летия Готэм-Сити, мэр города даёт распоряжение окружному прокурору Харви Денту и комиссару полиции Джеймсу Гордону сделать город безопаснее. Между тем, репортёр Александр Нокс и фотожурналист Вики Вэйл начинают исследовать слухи о мстителе по прозвищу «Бэтмен», который нацелился на городскую преступность.
Этот Бэтмен — не кто иной, как альтер эго Брюса Уэйна, миллиардера-промышленника, который, будучи ребёнком, стал свидетелем убийства своих родителей неизвестным грабителем-психопатом. На юбилейном вечере в поместье Уэйнов Брюс встречает Вики и влюбляется в неё. Однако вечер обрывается, Брюс встревожен внезапным отъездом комиссара Гордона из-за полиции и решается также заняться делом в роли Бэтмена.
Босс мафии Карл Гриссом, к которому начал подбираться Дент, обнаруживает, что его любовница Алисия связалась с его правой рукой Джеком Напье. С помощью коррумпированного лейтенанта полиции Макса Экхарта Гриссом заказывает убийство Напье при налёте на химический завод. Однако план Гриссома сорван приходом комиссара Гордона, который хочет взять Напье живым. В ходе завязавшейся перестрелки Джек Напье, который догадался, что его подставили, убивает Экхарта, затем стреляет в Бэтмена. Пуля, срикошетировав о щиток Бэтмена, разбивает стекло манометра, хлынувшая кислота разъедает Напье лицо и он падает в чан с химикатами, но остаётся жив. Хирург восстанавливает ему лицо, но из-за сильных повреждений Напье вынужден вечно улыбаться. Кроме того, его кожа становится белой, волосы — изумрудно-зелёными, а вокруг глаз появляются чёрные пятна. Сошедший с ума на почве пережитого Напье называет себя «Джокер», убивает вероломного Гриссома и сам возглавляет его криминальную империю.
Джокер начинает терроризировать Готэм средствами гигиены со «Смехотриксом» — ядовитым веществом, которое приводит к смерти жертвы от безудержного смеха с такой же безумной улыбкой на лице, как и у самого Джокера. Собирая информацию о Бэтмене, Джокер также увлекается Вэйл. Он заманивает её в музей и вместе с подручными у неё на глазах демонстративно разрушает произведения искусства, но Бэтмэн прибывает и спасает её. Они уезжают в Бэтмобиле, но их преследуют люди Джокера, которых Бэтмен впоследствии побеждает. Бэтмен приводит Вики в Бэт-пещеру, где даёт ей информацию из своего исследования о «Смехотриксе», что позволит жителям города защитить себя от токсинов. Разъярённый Джокер клянётся убить Бэтмена.
Брюс приходит к Вики, чтобы рассказать ей о своём альтер эго, но Джокер прерывает их встречу, спросив Брюса: «Тебе приходилось танцевать с дьяволом при лунном свете?», прежде чем выстрелить в него. Брюс, однако, выживает и сбегает, так как он использовал поднос в качестве бронежилета. Он вспоминает, что грабитель, который в своё время убил его родителей, задавал тот же самый вопрос, и таким образом понимает, что именно Напье и был их убийцей. Внезапно в пещере появляется Вики, которую привёл дворецкий Брюса Альфред Пенниуорт. Сказав ей, что он не может сосредоточиться на отношениях, пока Джокер на свободе, Брюс, уже как Бэтмен, отправляется на уничтожение завода. Между тем, Джокер заманивает жителей Готэма на парад обещанием лёгких денег, кидает наличные в толпу, как обещал, но вместе с тем атакует их газом «Смехотрикс», выходящим из его гигантских воздушных шаров. Бэтмен прибывает и уносит их с помощью Бэт-крыла. Взбешённый Джокер стреляет в Бэт-крыло из длинноствольного револьвера, заставляя его рухнуть.
Джокер похищает Вики и ведёт её на крышу собора. Бэтмен, выживший в катастрофе, побеждает людей Джокера, несмотря на свои травмы, и вступает в схватку со злодеем. В борьбе Джокер сбрасывает Бэтмена и Вики, но те цепляются за карниз. Джокер пытается сбежать на вертолёте, но Бэтмен пристёгивает крюком тяжёлую гранитную гаргулью к ноге Джокера, и по мере подъёма вертолёта та отламывается и падает, увлекая Джокера за собой вниз. Злодей погибает, разбившись об асфальт.
Комиссар Гордон сообщает, что полиция арестовала людей Джокера, и демонстрирует Бэт-сигнал. Харви Дент читает послание от Бэтмена, где тот обещает защищать Готэм всякий раз, когда преступность снова поднимет голову. Альфред везёт Вики в поместье Уэйнов, говоря ей, что Брюс будет немного позже. Она отвечает, что её это уже не удивляет. Бэтмен смотрит на проекцию Бэт-сигнала, стоя над городом.

## В ролях
| Актёр            | Роль                        |
| ---------------- | --------------------------- |
| Джек Николсон    | Джек Напье / Джокер         |
| Майкл Китон      | Брюс Уэйн / Бэтмен          |
| Ким Бейсингер    | репортёр Вики Вэйл          |
| Роберт Вул       | репортёр Александр Нокс     |
| Пэт Хингл        | комиссар Джеймс Гордон      |
| Билли Ди Уильямс | Харви Дент                  |
| Майкл Гоф        | дворецкий Альфред Пенниуорт |
| Джек Пэланс      | Карл Гриссом                |
| Джерри Холл      | Алисия                      |
| Трейси Уолтер    | преступник Боб              |
| Ли Уоллес        | мэр Борг                    |
| Уильям Хуткинс   | лейтенант Макс Экхарт       |
| Дэвид Бакст      | Томас Уэйн                  |
| Шэрон Холм       | Марта Уэйн                  |
| Джон Дэйр        | Рикорсо                     |
| Хьюго Блик       | молодой Джек Напье          |
| Сэм Дуглас       | адвокат Рикорсо             |

## Создание фильма

### Замысел
После финансового успеха фильма 1985 года «Большое приключение Пи-Ви», компания Warner Bros. наняла Тима Бёртона как режиссёра фильма о Бэтмене. Сразу после этого Бёртон со своей подругой Джули Хиксон написали новую 30-страничную трактовку фильма, ссылаясь на то, что сценарий Тома Манкевича был старомоден. Успех комиксов «The Dark Knight Returns» и «Batman: The Killing Joke» проявили у Warner Bros. «интерес к экранизации». Бёртон никогда не был поклонником комиксов, но он был впечатлён тем, какой тёмный и серьёзный тон повествования был выбран в этих произведениях. Warner Bros. заручились поддержкой Стива Энглхарта, который написал новый сценарий в марте 1986 года. Изначально он включал в себя Джокера и Руперта Торна в качестве главных злодеев, с камео Пингвина, Сильвер Клауд и Дика Грейсона. Подробный сюжет был описан Энглхартом в «Strange Apparitions» (ISBN 1-56389-500-5). Warner Bros. были от этого в восторге, но Энглхарт почувствовал, что для одного фильма это слишком много. Поэтому он убрал Пингвина и Дика Грейсона в своём втором варианте сценария, который был закончен в мае 1986 года.
Бёртон нанял Сэма Хэмма, который являлся поклонником комиксов, чтобы тот переписал сценарий. Хэмм решил не использовать в сценарии историю происхождения персонажа, так как посчитал, что воспоминания для этой цели лучше подходят, а «раскрытие тайны» станет частью сюжета. Он обосновал это: «Мы полностью потеряем ваше доверие, если покажем буквальный процесс, в котором Брюс Уэйн становится Бэтменом». Хэмм заменил Сильвер Клауд на Вики Вейл и Руперта Торна на своего придуманного персонажа, Карла Гриссома. Он завершил свой сценарий в октябре 1986 года, в котором Дик Грейсон упоминался в качестве камео, а не как постоянный персонаж. В сценарии Хэмма была сцена с участием молодого Джеймса Гордона, дежурного в ночь убийства родителей Брюса Уэйна. Но когда сценарий Хэмма был переписан, сцена была удалена.
Warner Bros. не особо горели желанием начать съёмки фильма, даже несмотря на то, что сценарий Хэмма был положительно принят одним из авторов Бэтмена, Бобом Кейном. Пиратскую копию сценария Хэмма можно было найти в любом магазине комиксов в Америке. Наконец Бэтмен получил «зелёный свет» и подготовки к съёмкам начались в апреле 1988 года после успеха фильма Тима Бёртона «Битлджус». Когда фанаты узнали, что Бёртон хочет дать главную роль Майклу Китону, начались споры о направлении жанра фильма, на что Хэмм дал ответ: «Они слышат имя Тим Бёртон и думают о „Большом приключении Пи-Ви“, они слышат имя Майк Китон и думают, что это очередная комедия с ним. Они начинают думать о комедийном сериале 1960 года про Бэтмена, но этот сериал полная противоположность нашему фильму. Мы хотели показать Бэтмена в его привычных серьёзных и тёмных тонах, но фанаты нам не верили». Для борьбы с негативными взглядами на создание фильма соавтор Бэтмена, Боб Кейн, был нанят в качестве творческого консультанта.

### Кастинг
«Когда вы просто смотрите на Майкла в „Битлджусе“ или даже в „Бэтмене“, у него такое выражение глаз… Вот почему я хотел, чтобы он был Бэтменом, потому что вы просто смотрите на него и думаете: „Вот парень, который мог бы нарядиться летучей мышью“. Понимаете, что я имею в виду? В его глазах есть что-то очень умное, забавное, опасное и немного сумасшедшее».
На роль Бэтмена рассматривались Мел Гибсон, Кевин Костнер, Чарли Шин, Пирс Броснан, Том Селлек и Билл Мюррей. В начале Тим Бёртон хотел выбрать очередного актёра боевиков на эту роль. Но позже продюсер Джон Питерс предложил Китона, утверждая, что у него «нужные качества». «Испытав» его в фильме «Битлджус», Бёртон согласился на то, чтобы Китон играл роль Бэтмена.
Выбор Китона на главную роль вызвало негативные эмоции у фанатов комиксов, около 50 000 писем протеста были отправлены в офис Warner Bros. Боб Кейн, Сэм Хэмм и Майкл Услан тоже негативно приняли выбор Бёртона. Они считали, что Адам Уэст больше подходит для этой роли. Тим Бёртон позже признавался: «Очевидно, любители комиксов негативно приняли Китона на роль Бэтмена. Я думаю, что они решили, что мы хотим сделать ещё одно подобие сериала 1960 года. С этим было трудно не согласиться, ведь все знали Китона по фильмам „Мистер мама“ и „Ночная смена“ и всё в том же духе». Для вдохновения Китон прочитал комикс «Возвращение Тёмного рыцаря».
На роль Джокера рассматривались Тимоти Карри, Уиллем Дефо, Дэвид Боуи и Джеймс Вудс. Свой интерес к этой роли проявлял Робин Уильямс. Продюсер Майкл Услан и писатель Боб Кейн выбрали Джека Николсона ещё в 1980 году. Джон Питерс начал переговоры с актёром в 1986 году, во время съёмок фильма «Иствикские ведьмы». У Николсона не было так называемой сверхурочной работы. В его контракте было указано количество часов, которое он должен был провести на съёмочной площадке, и являться на съёмки в установленное время. Но он требовал, чтобы все сцены с его участием были сняты в течение 3-х недель, хотя всё же его график участия в фильме был растянут до 106 дней. За свою работу он получил 6 миллионов долларов плюс большой процент от кассовых сборов, в итоге сумма составила более $50 миллионов.
Первоначально Шон Янг должна была играть роль Вики Вейл, но получила травму, когда участвовала в верховой езде на лошади, ещё до начала съёмок. Бёртон предложил заменить Янг Мишель Пфайффер, но Китон, который имел отношения с ней, выразил мнение, что с Пфайффер ему будет неудобно. Позже она сыграла роль Женщины-кошки в фильме «Бэтмен возвращается».
Из-за этих накладок начались срочные поиски актрисы, которая смогла бы незамедлительно участвовать в съёмках фильма. Питерс предложил Ким Бейсингер, которая сразу же приступила к съёмкам.
Бёртон являлся поклонником Майкла Гофа, который снимался в различных фильмах студии Hammer Film Productions, поэтому он предложил ему роль Альфреда Пенниуорта, дворецкого Брюса Уэйна.
Роберт Вул был выбран в качестве актёра на роль Александра Нокса. Его персонаж должен был погибнуть от ядовитого газа Джокера, но создателям фильма понравился данный герой, поэтому они «разрешили» ему жить дальше.
Бёртон выбрал Билли Ди Уильямса на роль Харви Дента, так как он хотел включить персонажа Двуликого в фильм, но в фильме «Бэтмен навсегда» на эту роль выбрали Томми Ли Джонса. Это немного разочаровало Уильямса. Николсон просил, чтобы авторы фильма выбрали Трэйси Уолтера в роли приспешника Джокера, Боба; в настоящей жизни они являются близкими друзьями.
Позже были приняты другие актёры, как Пэт Хингл в роли комиссара Гордона, Джек Пэланс в роли Карла Гриссома, Джерри Холл в роли Алисии Хант, Ли Уоллес в роли мэра Борга и Уильям Хуткинс в роли лейтенант Макса Экхардта.

### Съёмки
Съёмки должны были начаться на натуральной территории Бербанка, но огромный интерес СМИ к фильму заставил создателей изменить место расположение. Выбор был сделан на Pinewood Studios в Англии. Съёмки там проходили с октября 1988 по январь 1989 года. Было использовано 18 павильонов для съёмок, общая площадь которых составила около 0,38 км². Включая ещё Небуорт-хаус и Хэтфилд-хаус, выполняющие роли Уэйн Манор, особняка Брюса Уэйна, плюс электростанция Актон-лэйн и малая электростанция Барфорда. Поэтому первоначальный бюджет в $30 миллионов был превышен на $18 миллионов и составил $48 миллионов. Съёмки были очень скрытыми. Репортёрам было предложено £10 000 за первые фотографии Джека Николсона в роли Джокера. В дальнейшем полиция заявила, что были украдены две катушки с отснятыми материалами, хронометраж которых составлял около 20 минут. Были также проблемы во время съёмок, Бёртон назвал это «пыткой, худшим временем в моей жизни!»
Из-за забастовки Гильдии сценаристов США в 1988 году Хэмму запретили заниматься дальнейшей перепиской сценария. Джонатан Гем, Уоррен Скаанер и Чарльз МакКаун переписывали сценарий уже во время съёмок. Хэмм негативно относится к этому и обвиняет Уорнер Бразерс. Бёртон пояснил это: «Я не понимаю, почему это стало такой проблемой. Мы начали съёмки по сценарию Хэмма, всем нравилось, хотя мы и признавали, что его нужно доработать». Дик Грейсон был в рабочем сценарии, но был убран в дальнейшем, так как он не имел никакого отношения к сюжету. Боб Кейн поддержал это решение.
В первоначальном варианте Джокер должен был убить Вики Вейл, приведя тем самым Бэтмена в мстительную ярость. Не сказав ни слова Тиму Бёртону, Джон Питерс переработал это момент. Он нанял художника-постановщика Энтона Фёрста для создания 12-метровой модели собора. Это обошлось ему в $100 000, когда фильм уже прилично вышел за рамки бюджета. Бёртону понравилась идея, но он не знал, что за сцена будет в конце: «Когда Джек Николсон и Ким Бейсингер поднимались на вершину собора, на полпути Джек повернулся и сказал: „Зачем я туда иду? Мы поговорим об этом, когда дойдём до вершины?“ Мне пришлось ответить ему, что я не знаю».

### Постановка
«Pinewood как будто специально была построена для создания Готэма. Каждого здания, каждого мусорного ведра, каждого кирпичика».
Бёртон был впечатлён постановкой Энтона Фёрста в фильме «В компании волков», но раньше ему не удалось нанять Фёрста в качестве художника-постановщика в фильме «Битлджус». Тогда Фёрст уже участвовал в фильме «Высшие духи», о чём он впоследствии сожалел. Фёрсту понравилось работать с Бёртоном. «Я не думал, что буду чувствовать себя настолько естественно, в согласии с режиссёром» — рассказывал Фёрст. «Концепция, дух, визуальный и художественный стиль. Между нами не было никаких противоречий, потому что ни за что не боролись. Бёртон является мастером своего дела».

Майкл Китон в костюме Бэтмена

Фёрст и художественный отдел специально смешали разные архитектурные стили, чтобы «Сделать Готэм самым уродливым и мрачным городом, который вы можете себе представить». Фильм 1985 года «Бразилия» от Терри Гиллиама оказал влияние на постановку фильма: Бёртон и Фёрст изучали его в качестве примера. Дерек Меддингс был руководителем визуальных эффектов, а Кейт Шорт помог доделать Бэтмобиль, добавив на него два пулемёта Браунинг M1919. Фёрст объяснил выбор дизайна автомобиля: «Мы посмотрели детали самолётов, посмотрели на военные машины, да мы смотрели на всё, что могли». Бэтмобиль был построен на основе Chevrolet Impala, поскольку предыдущие работы с Jaguar и Ford Mustang закончились неудачей.
Художник по костюмам Боб Рингвуд отклонил приглашение на участие в фильме «Лицензия на убийство» в пользу Бэтмена. У Рингвуда возникли сложности с созданием Бэткостюма, так как «Образ Бэтмена в комиксах — это огромный, шесть на четыре фута, человек с ямочкой на подбородке. А Майкл Китон — это парень среднего роста и телосложения», заявил он. «Проблема заключалась в том, чтобы сделать такой костюм, в котором человек среднего роста и телосложения казался бы в нём больше, чем есть на самом деле».

### Музыка
Бёртон нанял своего коллегу по фильмам «Большое приключение Пи-Ви» и «Битлджус», Дэнни Эльфмана, чтобы он сочинил музыку к фильму. Для вдохновения Эльфману был дан комикс «Возвращение тёмного рыцаря». Эльфман волновался, так как он никогда ещё не участвовал в постановке такого масштабного и крупнобюджетного фильма. Кроме того, продюсер Джон Питерс был скептически настроен насчёт найма Эльфмана, но изменил своё мнение после прослушивания первой музыкальной композиции от него. Питерс и Питер Губер хотели, чтобы музыку к фильму написали Принс и Майкл Джексон. А Эльфман бы затем объединил стиль песен Принса и Джексона в качестве основного саундтрека фильма.
Бёртон был против этого, сославшись на: «Мои фильмы не коммерческие, как „Лучший стрелок“». Эльфман обратился за помощью к Oingo Boingo, к Стиву Бартеку и Ширли Уокер, чтобы они вошли в состав основного оркестра. Позже Эльфман был недоволен микшированием звука его фильма. «Бэтмен был записан в Англии, а там не заботились о технике». Бэтмен был одним из первых фильмов, который использовал две звуковые дорожки. В одной из них звучали композиции Принса, а в другой Эльфмана. Обе они были успешны, а песни из сборника Эльфмана звучали в вступительной заставке мультсериала Бэтмен, в котором тоже участвовала Ширли Уокер.

## Темы
При обсуждении главной темы фильма Тим Бёртон заявил: «Весь фильм — это поединок двух уродов. Двух нарушителей спокойствия». Он продолжил: «Джокер — сильный персонаж, потому что он свободен. Любой человек, который работает не на общество, считается уродом и изгоем, но он свободен и делает всё, что захочет…»

## Выпуск на видеоносителях
Фильм был выпущен на различных видеоносителях, в том числе на VHS, Лазердисках, одном DVD и в качестве антологии, включавшей несколько фильмов о Бэтмене. «The Batman: The Motion Picture Anthology» была выпущена в 2005 году, включала в себя два специальных DVD-издания фильма Бэтмен от Тима Бёртона и Джоэля Шумахера. Этот набор антологии был переиздан на Blu-ray 10 марта 2009 года.
19 мая 2009 года, к 20-й годовщине фильма, было выпущено новое издание фильма. Эта версия Бэтмена содержит то же самое, что издание антологии (как на DVD и на Blu-ray). Но есть два отличия: это версия включала в себя 50-страничный буклет-руководство по фильму, а также было небольшое изменение вида упаковки Blu-ray издания (Warner Bros. *Digibook*). Оба издания включают цифровую версию фильма.

## Награды и номинации
- «Оскар» 1990
  - Победа (1)
    - «Лучшая работа художника» (Антон Фёрст, Питер Янг)
- «Золотой глобус» 1990
  - Номинации (1)
    - «Лучшая мужская роль (комедия или мюзикл)» (Джек Николсон)
- «BAFTA» 1990
  - Номинаций (6)
    - «Лучшая мужская роль второго плана» (Джек Николсон)
    - «Лучшие визуальные эффекты» (Дерек Меддингс, Джон Эванс)
    - «Лучший грим» (Пол Энгелен, Ник Дадмен)
    - «Лучший дизайн костюмов» (Боб Рингвуд)
    - «Лучшая работа художника-постановщика» (Антон Фёрст)
    - «Лучший звук» (Дон Шарп, Тони Доу, Билл Роу)
- «Сатурн» 1991
  - Победа (1)
    - «Президентская премия»

  - Номинаций (5)
    - «Лучший фильм-фэнтези»
    - «Лучший актёр» (Джек Николсон)
    - «Лучшая актриса второго плана» (Ким Бейсингер)
    - «Лучшие костюмы» (Боб Рингвуд)
    - «Лучший грим» (Пол Энгелен, Линда Армстронг и Ник Дадмэн)

## Видеоигры
Официальные игры
В 1989 году вышла компьютерная игра Batman: The Movie на Commodore 64 от Ocean Software . Игровой процесс идентичен сюжету фильма. В 1991 году вышла игра Batman: Return of the Joker (рус. «Бэтмен: Возвращение Джокера»), которая сюжетно является прямым продолжением фильма 1989 года. Согласно игре, Джек Напье (Джокер) выжил после падения с колокольни и Бэтмену снова приходится вступить с ним в схватку.
Отменённая фанатская игра
В 2021 году Османи Гомес разработал свою фанатскую игру под названием «I Am Batman», используя движок Unreal Engine 5, используя персонажей Бэтмен, Джокер и Пингвин из дилогии Тима Бёртона. В мае 2021 года разработчик разместил на своем YouTube-канале видео демо-версии игры, однако через два дня Warner Brothers заблокировала его видео. Гомес не хочет судиться с киностудией и поэтому он закрыл свой проект.

## Расширенная вселенная

### Вселенная Стрелы
В декабре 2019 года в кроссовере «Кризис на Бесконечных Землях» было подтверждено, что события фильмов «Бэтмен» (1989) и «Бэтмен возвращается» (1992) происходят в рамках мультивселенной DC (Земля-89).

### Расширенная вселенная DC
Майкл Китон повторил роль Бэтмена в фильме «Флэш» (2023), который входит в «Расширенную вселенную DC».

## Нереализованный приквел
Фильм под названием «Бэтмен: Год первый», основанный на одноимённом комиксе Фрэнка Миллера 1987 года, должен был выйти в прокат в 2000 году.
Несмотря на интерес к Джоэлу Шумахеру, режиссёру фильмов «Бэтмен навсегда» (1995) и «Бэтмен и Робин» (1997), Даррен Аронофски был нанят для прямого и совместного вместе с Фрэнком Миллером написания сценария. Фильм должен был стать приквелом фильма «Бэтмен» (1989), сюжет которого рассказывал бы о путешествиях Брюса Уэйна по миру до того, как он вернулся в Готэм и стал Бэтменом. В итоге проект так и не был реализован.

## Комментарии
1. ↑  Билл Фингер, один из создателей Бэтмена, Пингвина и Женщины-кошки, не был указан в титрах на момент выхода фильма, и его имя не упоминалось ни в каких СМИ, связанных с Бэтменом, до 2016 года[1].